# هيروكي ناكاياما
هيروكي ناكاياما (باليابانية: 中山 博貴) (13 ديسمبر 1985 في كاغوشيما في اليابان – )؛ هو لاعب كرة قدم ياباني سابق كان يلعب كلاعب وسط.

## وصلات خارجية
- هيروكي ناكاياما على موقع رابطة كرة القدم اليابانية للمحترفين (اليابانية)
- هيروكي ناكاياما على موقع قاعدة بيانات كرة القدم.إي يو (الإنجليزية)
- هيروكي ناكاياما على موقع Soccerway.com (الإنجليزية)
- هيروكي ناكاياما على موقع عالم كرة القدم.نت (الإنجليزية)
- هيروكي ناكاياما على موقع كووورة